# Sina Abedi
Pour les articles homonymes, voir Abedi.
Sina Abedi (en persan : سینا عابدی), né le 1er octobre 1991 à Ispahan, est un architecte, docteur en architecture, chercheur, enseignant et entrepreneur culturel iranien,,,.

## Biographie

### Formation
Sina Abedi est diplômé de l'École nationale supérieure d'architecture de Versailles (ENSA-V). Son projet de fin d'études, intitulé La place Atiq d'Ispahan : une réflexion sur la question du sol en Iran, a été réalisé sous la direction de Richard Scoffier, Paul Andreu et Frédéric Borel,.
En 2023, il obtient un doctorat en architecture de l'Université Paris-Est Sup, après avoir préparé sa thèse au sein de l'École nationale supérieure d'architecture de Paris-Belleville. Sa thèse, dirigée par Cristiana Mazzoni, s'intitule Le désir d'avant-garde. Discours et pratiques de deux décennies de modernisation architecturale en Iran. 1960-1979,,,.

### Carrière académique et de recherche
En tant que chercheur, Sina Abedi est associé au laboratoire IPRAUS (Institut parisien de recherche : architecture, urbanistique, sociétés), une unité mixte de recherche (UMR AUSser 3329) du CNRS. Il enseigne dans plusieurs Écoles nationales supérieures d’architecture en Île-de-France, notamment à l'École nationale supérieure d'architecture de Paris-Malaquais et à l'École nationale supérieure d'architecture de Versailles,,.
Il est par ailleurs le directeur exécutif pour la France de la Chaire universitaire MAGE (Métropoles et Architecture des Grands Événements), un programme de coopération franco-chinois entre l'école nationale supérieure d'architecture de Paris-Belleville et l'Université Tongji de Shanghai,.

## Engagements et direction culturelle

### Gondishapour
En 2020, Sina Abedi fonde avec la mezzo-soprano Anousha Nazari l'association Gondishapour, une organisation culturelle à but non lucratif visant à promouvoir la création artistique interdisciplinaire,,. L'organisation a soutenu une centaine d'artistes à travers des bourses, des résidences et des festivals,,.
Il assure la direction artistique du festival Nowrooz, un événement interculturel en ligne célébrant le nouvel an persan, qui a réuni pour sa première édition plus de 160 artistes et intervenants de 15 pays,. Il représente Gondishapour en tant que personne morale et siège au conseil d’administration de la Fondation nationale des beaux-arts, anciennement Société nationale des beaux-arts, qui depuis 1862 soutient les artistes dans leur acte de création,.

### Incub'Archi
Sina Abedi est le fondateur d'Incub'Archi, une structure présentée comme étant d'intérêt général et visant à développer des projets pédagogiques et culturels en architecture. La plateforme organise notamment une Université Internationale d'Été d'Architecture, des masterclasses et des résidences pour de jeunes professionnels.

### Distinctions et jurys
En 2020, il reçoit l'Emerging Scholars Grant du Global Architectural History Teaching Collective, une organisation en lien administratif avec le Massachusetts Institute of Technology (MIT), pour le développement d'un module d'enseignement en histoire de l'architecture.
Il est conseiller scientifique du Prix Aga Khan d'architecture. Il a également été membre de jurys de prix d'architecture, dont celui du programme « Jardins du monde en mouvement » à la Cité internationale universitaire de Paris en 2023.

## Publications (sélection)
- Sina Abedi, Ispahan et son paradis. Le jardin comme générateur du public in Dominique Rouillard (dir.) Public. Infrastructure, architecture, territoire, Paris, Editions des Beaux Arts de Paris, 2020, 386 p. (ISBN 978-2-84056-803-2), pp. 303-315.
- (en) Sina Abedi, Water in the Persian Garden Paradise : The case of Isfahan in Ayda Alehashemi (dir) Jean-François Coulais (dir) Gilles Hubert (dir) Water & City. Hydraulic Systems and Urban Structures, Paris, L'Œil d'Or, 2020 (ISBN 978-2-490437-03-0)
- (en) Sina Abedi, Here Isfahan: a window onto contemporary architecture, Paris, École nationale supérieure d’architecture Paris-Malaquais, 2018, 120 p., hal-04590138.
- (fa) Sina Abedi, Do Nâmé Bé Yek Mémaré Javân, Saless Publication, 2019, 88 p. (ISBN 978-6004056021)..
- (en) Sina Abedi, Architecture Of Iranian-Armenian Churches: Narrator Of Presence, Immigration And Transformation Of Modernity In Iran, Global Architectural History Teaching Collective, 2017, hal-04592580.
- (en) Sina Abedi, The Persian Garden : Image of Paradise, In Global Architectural History Teaching Collective, 2017, hal-04592506.